# Ordre du Courage (Albanie)
Pour les articles homonymes, voir Ordre du Courage.
L'ordre du Courage (en albanais : Urdhëri i Trimërisë) est un ordre de chevalerie du royaume d'Albanie.

## Histoire
L'ordre du Courage est créé en 1928 par le roi Zog Ier afin de récompenser les mérites militaires et est divisé en trois classes. La plaque de l'Ordre consiste en une étoile blanche émaillée à cinq branches avec des pointes bifurquées, entourée d'une guirlande dorée de laurier et de chêne de forme circulaire ; au centre de l'étoile se trouve une plaque pentagonale avec une aigle bicéphale émaillée de couleur rouge. La plaque est accompagnée d'une médaille du mérite en or pour la première classe, en argent pour la deuxième et en bronze pour la troisième. Le ruban de l'Ordre est rouge avec des bordures noires.
L'Ordre cesse d'exister en 1939 après l'annexion de l'Albanie par le royaume d'Italie.

## Grades
L'ordre du Courage est divisé en trois classes :
- chevalier grand-croix (médaille d'or) ;
- commandeur (médaille d'argent) ;
- chevalier (médaille de bronze).